# Táncakadémia
A Táncakadémia (eredeti címén Dance Academy) színes, ausztrál televíziós sorozat. A sorozatot először 2010. május 31-én  Ausztráliában, a ABC1 és a ABC3 adta. A sorozatot A sorozatot Magyarországon az M2 és a Megamax adta.

## Cselekmény

### 1. évad
Tara Webster egy vidéki farmról érkezett a Nemzeti Táncakadémiára. Összebarátkozik Kat Karamakovval, aki mellesleg a hirhedt balerína Natasa lánya. Mindenkivel jól ki akar jönni, de nem könnyíti meg a dolgát Abigail Armstrong sem, akiről tudni kell, hogy maximalista, földhözragadt és szabálykövető. Emiatt mindenkin átgázol, csak hogy elérje célját. A balettiskola sokkal keményebb mint amire Tara számított. Ő a legutolsó az osztályban Sammy Liebermannel együtt. Tara beleszeret Kat bátyába, Ethan Karamakovba. Kat minden erejével próbálja távol tartani őket egymástól, de úgy tűnik, a vonzalom köztük erősebb, mint gondolták. Ethan koreográfusnak készül harmadéves létére, és Tarát kéri meg hogy táncolja el a kortárs szólóit. Jön a következő probléma: Tara szülei nem tudják tovább fizetni a tandijat és ott kéne hagynia az iskolát. Mivel megnyeri az ösztöndíjat, így továbbra is építheti karrierjét az álmai mellett. Eközben szép lassan közelebb kerül Christianhez. Az Akadémiára érkezik egy német cserediák, aki rajtakapja Tarát és Christiant csókolózni. Miután Abigail elküldte mindenkinek a képet, Ethan szakít Tarával. Christian bűnözői előéletét megtárgyaló bizottság felfüggesztettet ad a fiúnak.
Az évadzáróban Tara megkapja a hőn áhított szerepét: Marikát táncolhatja a Diótörőben, és valóra vált első álma, melyben végre repülhet.

### 2. évad
Tara és barátai visszatérnek az Akadémiára egy második évre. Sammynek az előző szemeszter végén gondjai akadtak a pénzzel, ugyanis az apja nem hajlandó fizetni a tandíját mondván: "Egy férfi nem táncol!" miss Rain közli a másodévesekkel, hogy idén Sydney-ben rendezik meg a balettolimpiát, azaz a Prix de Fonteyn-t. A diákok mindent megtesznek, hogy versenyezni tudjanak Ausztrália színeiben. Mindezek mellett megérkezik Grace Whitney, Miss Rain rokona, aki eddig Londonban, a Royal Balett iskolájában tanult. Katnek évet kell ismételnie, mert nem ment át a vizsgáin. Időközben a híres balett-táncos Saskia Duncan lesérül, és az Akadémián kezd oktatni. Az órájára választani kell egy szólót, amit majd bemutatnak. Tara az egyik híres szerepét választotta, a Vörös Cipellőket. Saskia hatására Tara feladja ezt a szólót, később mégis ezzel indul a versenyen.
Tara és Sammy lettek a döntősök a Prix dr Fonteyn versenyen, de Sammy egy balesetben életét vesztette. A bizottság elhalasztotta a döntőt, helyéte pedig az új diákot, Benjamint Tickle-t tették. A versenyt végül Grace nyerte meg, aki szintén a Vörös Cipellőkkel indult. A nyereménye pedig az, hogy a világon bármelyik iskolában tanulhat. Tényleg bármelyikben. Ő mégis az Ausztrál Akadémiát választotta.

### 3. évad
Elindult az országos turné, ahol a Rómeó és Júlia az előadás témája. Rómeó szerepében Ben és Christian található felváltva, míg Júlia szerepéért Tara és Grace verseng.
Mint mindenhol, itt is zalanak az események: Tara és Christian, Abigail és Ollie, Grace és Ben. Mivel rövid az évad, a turné után visszatérnek az Akadémiára, hogy letegyék vizsgáikat. Választani kell egy balett és egy kortárs szólót. De mint minden, ez az évad sem maradhat dráma nélkül: a vizsgán leesett Grace ruhájáról egy gyöngy, amire Tara rálépett, és tönkre ment a lába. Az évad első része Tara beszédével kezdődik, ami a végén kiderül, hogy egy alapítványt nyitottak Sam tiszteletére. A sorozat utolsó momentuma pedig Tara, amint újra tanul járni, és a legfontosabbat: sose add fel az álmaidat.

## Szereplők
- Tara Webster (Xenia Goodwin) 1-3
- Katrina "Kat" Karamakov (Alicia Banit) 1-3
- Abigail Armstrong (Dena Kaplan) 1-3
- Samuel "Sammy" Lieberman (Tom Green) 1-2
- Christian Reed (Jordan Rodrigues) 1-3
- Ethan Karamakov (Tim Pocock) 1-2
- Lucinda Raine (Tara Morice) 1-3
- Benjamin Tickle (Thomas Lacey) 2-3
- Grace Whitney (Isabel Durant) 2-3
- Ollie Lloyd (Keiynan Lonsdale) 2-3

## Magyar hangok
- Xenia Goodwin (Gulás Fanni)
- Alicia Banit (Molnár Ilona)
- Dena Kaplan (Lamboni Anna)
- Isabel "Issi" Durant (Sánta Annamária)
- Tom Green (Penke Bence)
- Jordan Rodrigues (Timon Barna)
- Thomas Lacey (Baráth István)
- Tim Pocock (Szabó Máté)
- Tara Morice (Csere Ágnes)
- Keiynan Lonsdale (Előd Álmos)

## Évados áttekintés
| Évad | Epizódok | Hivatalos premier | Hivatalos premier    | Magyar premier     | Magyar premier   |
| Évad | Epizódok | Évadpremier       | Évadfinálé           | Évadpremier        | Évadfinálé       |
| ---- | -------- | ----------------- | -------------------- | ------------------ | ---------------- |
| 1    | 26       | 2010.május 31.    | 2010. július 5.      | 2012. december 22. |                  |
| 2    | 26       | 2012. március 12. | 2012. április 24.    |                    |                  |
| 3    | 13       | 2013. július 8.   | 2013. szeptember 30. | 2015. január 11.   | 2015. április 5. |

### 1. évad
1. Repülj velem!
2. A nulladik hét
3. Vissza a balettrúdhoz
4. Aknamezőn
5. Egy igazi férfi nem táncol
6. Tökéletesnek lenni
7. Szerelmek, fantáziák
8. Felnőni nehéz
9. Adj egy jelet!
10. Alice tükörországban
11. Egy tökéletes nap
12. Nyomás alatt
13. A család
14. Fordulópontok
15. Spiccen
16. Kontroll alatt
17. Mielőtt felkel a nap
18. Beköszönt a tavasz
19. Párbaj
20. Balettláz
21. Félsz, hogy kimaradsz
22. Vedd fel a harcot, vagy fuss el!
23. Örökre barátok
24. Kánikula
25. Ugrás a mély vízbe
26. Repülj velem – 2. rész

### 2. évad
1. Valami megváltozik
2. Az élet, amiről álmodunk
3. "Faux Pas De Deux"
4. Legendák
5. A fesztivál
6. Úgy, mintha senki sem látná
7. Egy megkoreografált élet
8. Kötődések
9. A szünet
10. Egy teljes élet
11. Önsorsrontás
12. Töréshatár
13. A hátbatámadás
14. A mentőakció
15. Ideje tovább lépni
16. Gyökerek
17. Szerelemben, háborúban
18. Kapj el, ha zuhanok!
19. Őstehetségek
20. Iksz, vagy pipa
21. A létra-elmélet
22. Győzni, vagy veszíteni
23. Szeresd, vagy harcolj vele!
24. Prix de Fonteyn
25. A második
26. Vörös cipellők

### 3. évad
1. Az összetartó erő
2. Új szabályok
3. Második esélyek
4. Mindennek ára van
5. Negatív minták
6. Kamuzz amíg csak bírsz
7. Graceland
8. Kevesebb poggyásszal
9. Ne bánj velem kesztyűs kézzel
10. Megfertőzve
11. Egy új kor kezdete
12. A tökéletes vihar
13. Nem lehet így vége